# Det sjungande trädet
För andra betydelser, se Det sjungande trädet (olika betydelser).
Det sjungande trädet är Mauro Scoccos tredje studioalbum. Detta album skiljer sig från vad han har gjort tidigare, då detta är en instrumental skiva spelad på piano. Albumet bär namn efter ett verk från 1915 av den svenska bildkonstnären Isaac Grünewald.

## Låtlista
1. "Hemkomsten" – 1.20
2. "Det Sjungande Trädet" – 2.18
3. "Paul Klee" – 2.04
4. "Metropolis" – 2.13
5. "Lucias Bröllop" – 2.21
6. "Beatrice" – 1.42
7. "Persona" – 1.26
8. "Stella" – 2.38
9. "Den Blå Ängeln" – 1.40
10. "Jeanne D'arc" – 2.38